# Die Caufner-Schwestern
Die Caufner-Schwestern var en östtysk musikgrupp, bildad 1977. Medlemmarna var systrarna Juliane (gift Albrecht), Isa och Irina Kaufner. De spelade framför allt disco.
Juliane och Isa gick under åren 1972 och 1973 en musikutbildning och var medlemmar i College Formation. 1976 startade de tre systrarna, tillsammans med ytterligare en syster, Iris, vokalkvartetten Caufner-Collection som framträdde i tv-programmet Familien-Disko. De bytte namn till Die Caufner-Schwestern efter att Iris lämnat gruppen, och deras första singel kom 1978. 1989 startade Juliane Albrecht med sin man och andra musiker countrybandet Country Delight, i vilket hon fortfarande är medlem.

## Diskografi (singlar)
- Komm doch/Ich hab' dich lieb, 1978
- Laß doch das "he"/Was nun, 1978